# ليوبومير ماركو
ليوبومير ماركو (مواليد 24 يونيو 1927) هو ملاكم بلغاري، مثّل بلاده في الألعاب الأولمبية الصيفية 1952.

## روابط خارجية
ليوبومير ماركو على موقع أوليمبيديا (الإنجليزية)